# Dohna
Dohna ist die zweitälteste Stadt im Freistaat Sachsen. Sie befindet sich im Landkreis Sächsische Schweiz-Osterzgebirge und ist Sitz der Verwaltungsgemeinschaft Dohna-Müglitztal.

## Geographie

### Lage
Die Stadt Dohna liegt etwa 15 km südöstlich von Dresden und südlich von Heidenau am Eingang zum Müglitztal als Tor zum Osterzgebirge. Sie befindet sich damit am östlichen Rand der Nordabdachung des östlichen Erzgebirges, dem so genannten Elbtalschiefergebiet zwischen Gottleuba und Dohna. Die Burg Dohna wurde auf einem schmalen Granitsporn, der von der Müglitz umflossen wird, errichtet. Die Stadt selbst liegt auf dem Taschenberg, einer Flussterrasse mit einem Untergrund aus Plänersandstein.

### Ortsteile
Dohna gliedert sich in die Kernstadt und die beiden Ortschaften Meusegast und Röhrsdorf. Die Kernstadt besteht im Wesentlichen aus der Altstadt und der Unterstadt. Zur Ortschaft Meusegast gehören neben Meusegast selbst auch Köttewitz und Krebs. Die deutlich größere Ortschaft Röhrsdorf schließt neben Röhrsdorf selbst auch die Ortsteile Borthen, Bosewitz, Burgstädtel, Gamig, Gorknitz, Sürßen und Tronitz ein.
Viele der heute noch im Stil der slawischen Rundlingsdörfer erkennbaren Dorfplätze sind über die Jahrhunderte erhalten geblieben. Beispiele hierfür sind die Rundplatzdörfer (Rundlinge) Sürßen, Borthen, Burgstädtel, Gorknitz und Bosewitz.

## Geschichte

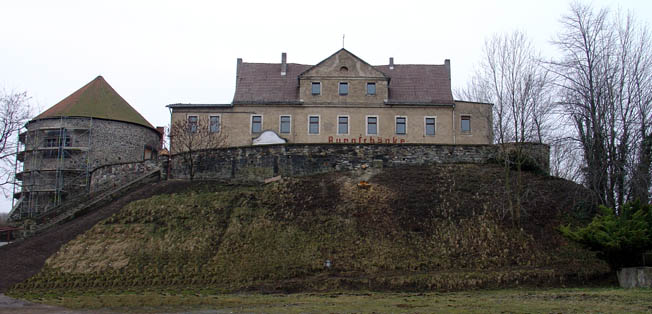
Rundturm mit ehemaliger Burgschänke

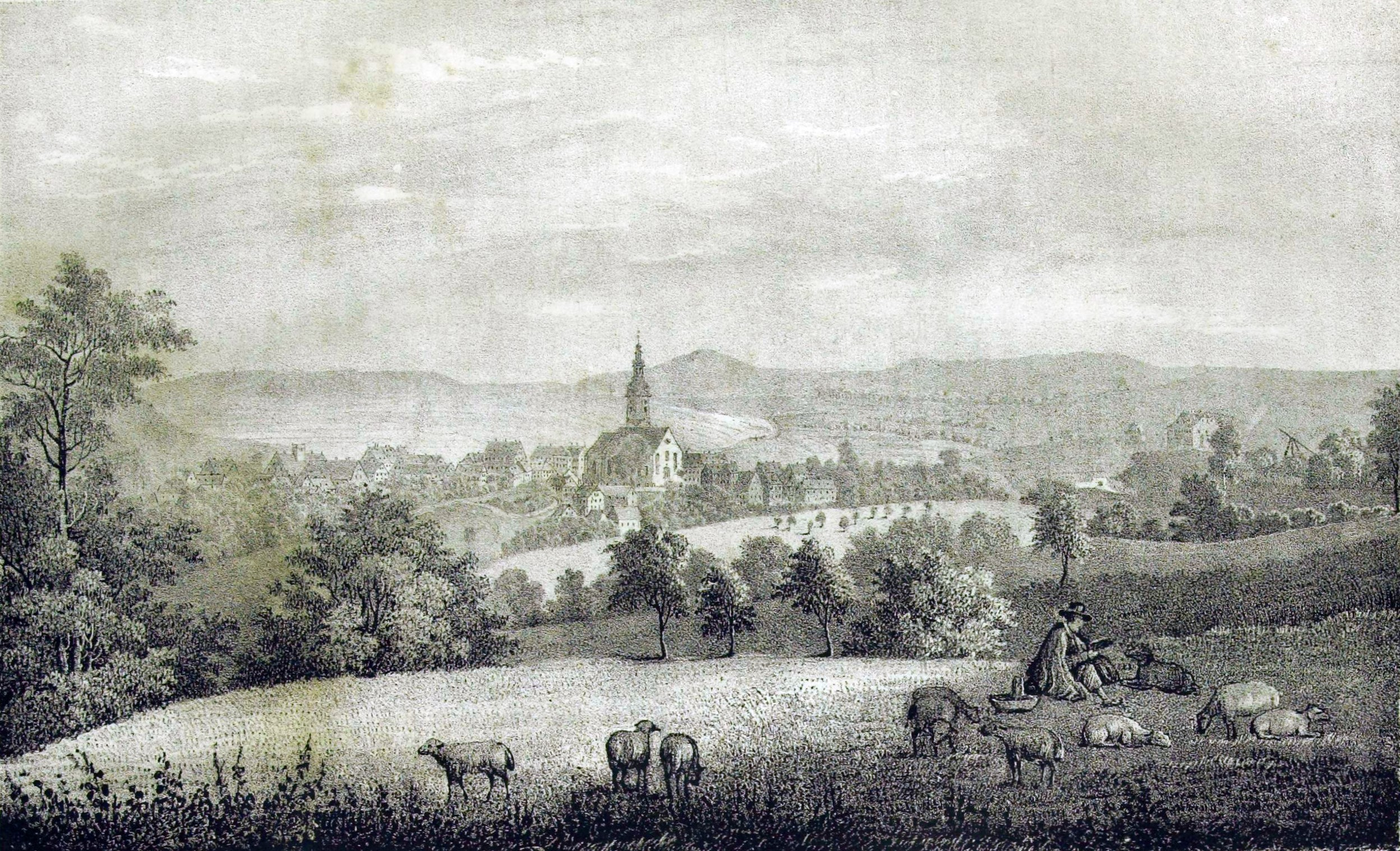
Stadtansicht um 1845

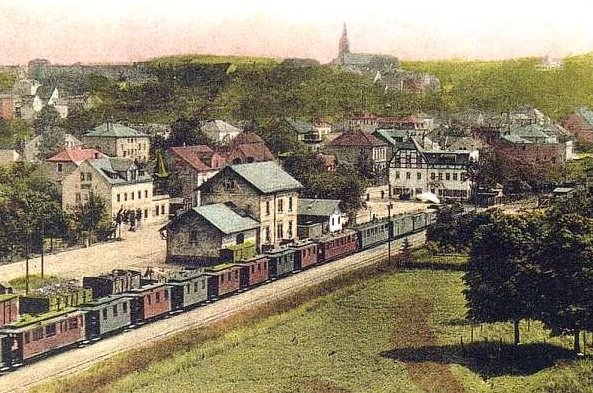
Bahnhof und Stadt 1912

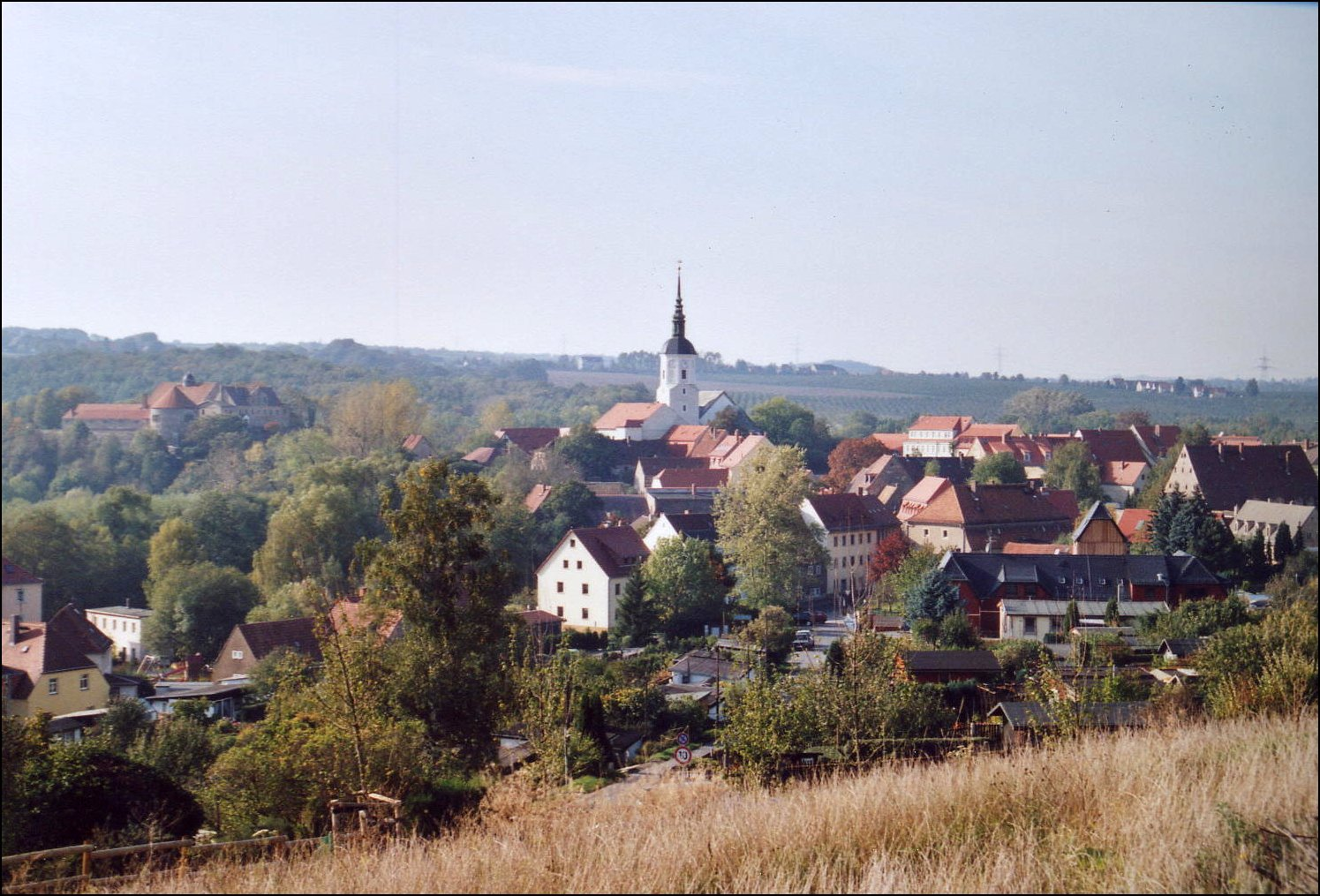
Blick über die Stadt

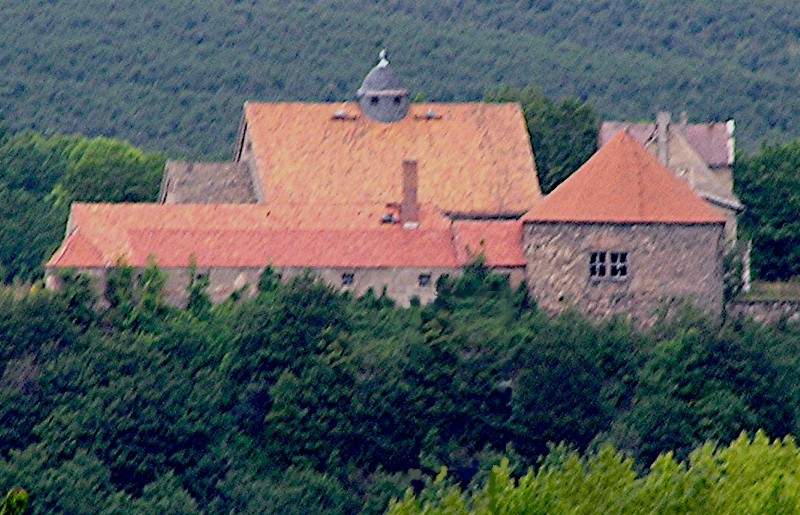
Südostansicht der Schlossbergbebauung mit dem runden Turm von 1830

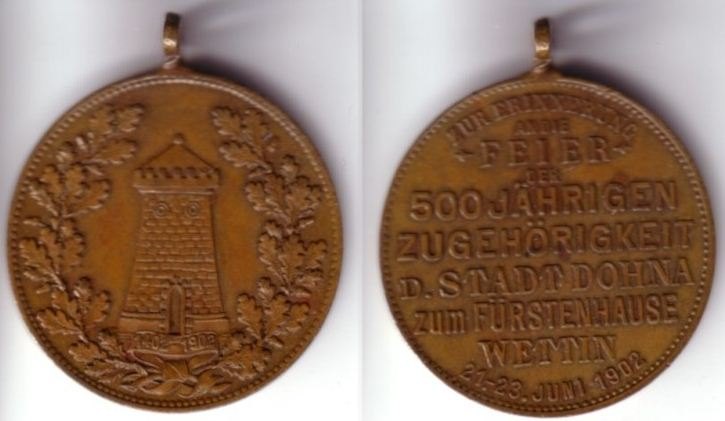
Medaille 1902, zur 500-jährigen Zugehörigkeit Dohnas zum Fürstenhaus Wettin

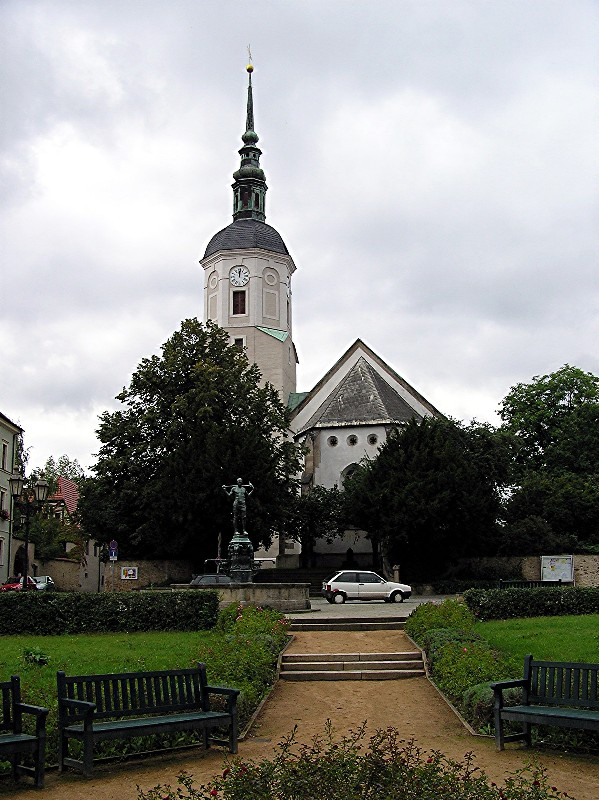
Marienkirche

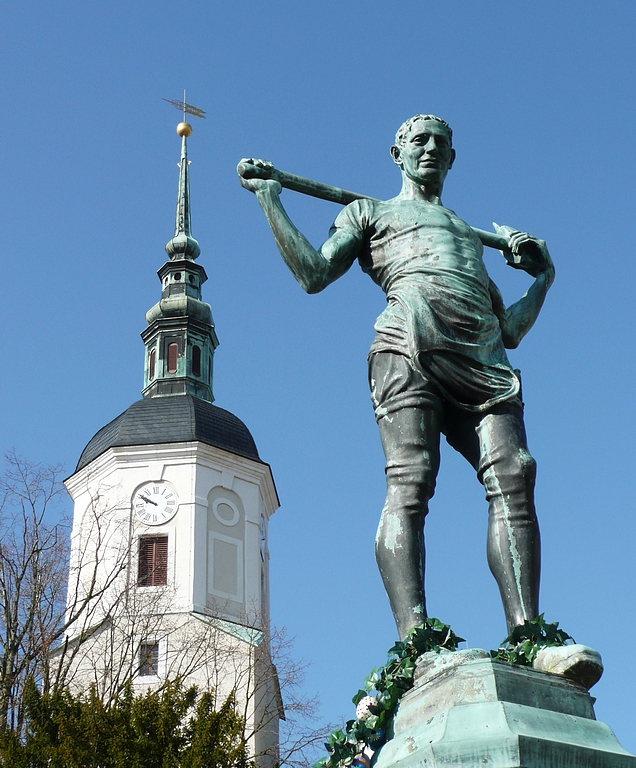
Statue des Fleischerbrunnens am Dohnaer Markt

Dohna ist die zweitälteste Stadt Sachsens. Der Name wird als der altsorbische Ort Donin angesehen, der dem Don bzw. Dohna gehörte. Archäologisch lassen sich Siedlungen bis in die Bronzezeit etwa 1800–1600 v. Chr. (Wallanlagen Robisch und Burgberg) zurückverfolgen. Der Burgberg beherrscht den Eingang in das Müglitztal und wird durch eine Schleife der Müglitz gesichert.
Daher waren Burg und Siedlung an dieser Stelle für die Kontrolle der Handelswege (Salzstraßen) im Müglitztal (Böhmischer Weg) und über die Höhen (Kulmer Steig beziehungsweise Alte Dresden-Teplitzer Poststraße) von besonderer Bedeutung. Der Annalista Saxo erwähnte zwischen 1148 und 1152 Dohna zum Jahr 1040: Das Heer von König Heinrich III. sammelte sich bei Dohna und unternahm über den Kulmer Steig einen siebentägigen Einfall nach Böhmen. Im Jahr 1076 belehnte Heinrich IV. den Herzog Vratislav II. von Böhmen mit den Gauen Budissin und Nisan, zu dem auch Dohna gehörte. Dieser gab Nisan mit Dohna als Mitgift seiner Tochter in die Ehe mit Wiprecht von Groitzsch, allerdings unter der Lehnshoheit von Vratislav II.
Gegen Mitte des 12. Jahrhunderts, wohl schon 1143 oder 1144 unter König Konrad III., kam die Burggrafschaft Dohna als Reichslehen an den Adligen Heinricus de Rodewa, der spätestens 1156 in ihrem Besitz ist und zum Begründer des edelfreien Adelsgeschlechts der Donins (erstmalige Erwähnung 1127 im Pleißenland zwischen Altenburg, Chemnitz und Zwickau beiderseits der Pleiße) wurde.
Als reichsunmittelbare Burggrafen hatten die Donins großen Einfluss auf die Besiedlung des Osterzgebirges. Mit der weiträumigen Rodung und Anlage einer Vielzahl von Dörfern gelangten sie zu großem Besitz und dadurch auch zu Macht und Einfluss; sie strebten sogar die Landesherrschaft an. Zeugnisse dafür sind das Ausstellen eigener Urkunden, Städtegründungen, eigene Ministeriale, ein eigenes Münzregal (siehe Doninsche Brakteaten) und Rechtsprechung. Große Bedeutung erlangte der Dohnaer Schöppenstuhl als adliges Lehnsgericht. Ihre Burggrafschaft lag zwischen der Markgrafschaft Meißen und dem Königreich Böhmen und reichte von Gottleuba im Osten bis Rabenau im Westen sowie von der Elbe im Norden bis zum Erzgebirge im Süden (einschließlich Lauenstein, Bärenstein und Frauenstein). Sie hatten die Befestigungshoheit, da sie königliche Statthalter waren. Ihnen stand der 3. Pfennig und 1/3 des Zolls der Dresdner Elbbrücke zu. Den Auftrag zur Errichtung der Planstadt Dresden erhielt der Burggraf Conrad von Dohna 1170 von Kaiser Barbarossa, welcher auch den Bau der ersten steinernen Dresdner Brücke im 13. Jahrhundert beinhaltete. Um 1221 oder eventuell bis 1226 errichtete der Burggraf von Dohna am Brückenkopf eine kastellartige Curie, seinen Gerichtshof.
1228 befestigte er den Hof zu einer Wasserburg, da er Streit um seine Rechte in Dresden mit dem Meißner Markgrafen hatte. Den Adelstanz zu Dresden im Jahre 1400 nutzte der Burggraf für die gesuchte Gelegenheit, eine offene Fehde mit dem Meißner Markgrafen Wilhelm dem Einäugigen ausbrechen zu lassen. Dieser jedoch belagerte fortan die Burg Dohna, was Burggraf Jeschke zur Flucht aus dieser drängte. Er flüchtete nach Weesenstein, weiter nach Königstein und anschließend nach Ungarn, wo er nach seiner Ergreifung in Ofen (Budapest) als Landfriedensbrecher enthauptet wurde. Die Burg Dohna war bis zur Niederlage der Donins in der Dohnaischen Fehde 1402 Mittelpunkt der reichsunmittelbaren Herrschaft. 1402 wurde die Burg durch Bergleute aus Dippoldiswalde und Freiberg vollständig zerstört. Die Burggrafschaft wurde vom Meißner Markgrafen in Besitz genommen.
Wie die gesamte Region wechselte auch die Zugehörigkeit des Ortes Dohna zwischen Böhmen und der Mark Meißen.
Die Wettiner belehnten nach der militärischen Niederlage der Donins im Jahr 1402 ihre Vasallen für Treue und militärische Verdienste mit den Gütern der Burggrafschaft Dohna, beispielsweise 1410 Günther und Heinrich von Bünau mit Liebstadt und der Burg Kuckuckstein sowie den dazugehörigen Dörfern.
Die Burg Dohna blieb bis 1460 Verwaltungssitz (dieser wurde 1457 nach Pirna in die Burg Sonnenstein verlegt) und verfiel danach. Auf dem benachbarten Taschenberg entstand unter dem Schutz der Burg eine Ansiedlung. Diese wird 1445 erstmals als „Stettichin“ (Städtchen) bezeichnet und erscheint ab 1590 in den Urkunden als Stadt. Die volle Stadtverfassung erhielt Dohna allerdings erst 1845.
Der Name des Städtchens variierte von Donin (1107, 1160, 1206), Donyn (1288, 1408), Doneyn (1454) bis Dhonin, Donow und schließlich Dohna. Seine Herkunft erklärt Hey mit „Besitz des Doň“ (vom böhmischen Personennamen Zdoň).
Die Wirtschaft wurde hauptsächlich von Bauern und Handwerkern geprägt, insbesondere von Fleischern, Posamentierern und der Strohhutherstellung.
Die Fleischerzunft von Dohna hatte 1462 das Recht erhalten, ihre Waren nach Dresden zu liefern. Von diesem wichtigen Privileg zeugt heute noch das Freigut am Markt sowie der 1912 geweihte Fleischerbrunnen.
Da die gesamte Region oft von Kriegen betroffen war, hatte selbstverständlich auch Dohna unter Not, Elend und Krankheiten im Dreißigjährigen, im Siebenjährigen und im Napoleonischen Krieg zu leiden. Im letzteren wurde in der „Kaisernacht“ 1813 die Stadt während der Kämpfe zwischen russischen und französischen Truppen stark verwüstet. Daran erinnern noch eine Reihe von Kanonenkugeln und Hausinschriften.
1927 wütete ein starkes Hochwasser im Ort und die Müglitz richtete schwere Schäden an.
Mit der Gemeindegebietsreform im Freistaat Sachsen wurde die Gemeinde Köttewitz-Krebs am 1. März 1994 eingegliedert. Am 1. Januar 1999 kamen Meusegast und Röhrsdorf zur Stadt Dohna. Seit dem 1. Januar 2002 bildet die Stadt Dohna mit der Nachbargemeinde Müglitztal eine Verwaltungsgemeinschaft.

### Eingemeindungen
| Ehemalige Gemeinde | Datum          | Anmerkung                                                                 |
| ------------------ | -------------- | ------------------------------------------------------------------------- |
| Borthen            | 1. Januar 1993 | Zusammenschluss mit Röhrsdorf und Gorknitz zur Einheitsgemeinde Röhrsdorf |
| Bosewitz           | 1. Juli 1950   | Eingemeindung nach Gorknitz                                               |
| Burgstädtel        | 1. Juli 1950   | Eingemeindung nach Borthen                                                |
| Gorknitz           | 1. Januar 1993 | Zusammenschluss mit Röhrsdorf und Borthen zur Einheitsgemeinde Röhrsdorf  |
| Köttewitz          | 1. Januar 1970 | Zusammenschluss mit Krebs zu Köttewitz-Krebs                              |
| Köttewitz-Krebs    | 1. März 1994   |                                                                           |
| Krebs              | 1. Januar 1970 | Zusammenschluss mit Köttewitz zu Köttewitz-Krebs                          |
| Meusegast          | 1. Januar 1999 |                                                                           |
| Röhrsdorf          | 1. Januar 1993 | Zusammenschluss mit Borthen und Gorknitz zur Einheitsgemeinde Röhrsdorf   |
| Sürßen             | 1. Juli 1950   | Eingemeindung nach Gorknitz                                               |
| Tronitz            | 1. Juli 1950   | Eingemeindung nach Gorknitz                                               |

## Politik
- Linke: 1
- SPD: 1
- Grüne: 1
- FWD: 5
- CDU: 5
- AfD: 1

Vier Sitze der AfD bleiben unbesetzt. Der Stadtrat verkleinert sich entsprechend.

### Stadtrat
Der Stadtrat setzt sich seit der Stadtratswahl am 9. Juni 2024 wie nebenstehend dargestellt zusammen. Ergebnisse früherer Wahlen sind tabellarisch aufgelistet.
| Liste              | 2024   | 2024   | 2019   | 2019   | 2014   | 2014   |
| Liste              | Sitze  | in %   | Sitze  | in %   | Sitze  | in %   |
| ------------------ | ------ | ------ | ------ | ------ | ------ | ------ |
| CDU                | 5      | 30,0   | 5      | 26,5   | 8      | 38,7   |
| Freie Wähler Dohna | 5      | 29,5   | 7      | 34,5   | 8      | 37,9   |
| AfD                | 1      | 27,1   | 1      | 17,9   | –      | –      |
| Linke              | 1      | 5,1    | 2      | 9,4    | 2      | 13,7   |
| Grüne              | 1      | 5,0    | 1      | 7,4    | –      | 3,8    |
| SPD                | 1      | 3,3    | –      | 4,3    | –      | 4,0    |
| FDP                | –      | –      | –      | –      | –      | 1,8    |
| Wahlbeteiligung    | 72,2 % | 72,2 % | 68,9 % | 68,9 % | 54,6 % | 54,6 % |

### Bürgermeister
Bürgermeister ist seit 2008 Ralf Müller (CDU).
| Wahl | Bürgermeister    | Vorschlag | Wahlergebnis (in %) |
| ---- | ---------------- | --------- | ------------------- |
| 2022 | Ralf Müller      | CDU       | 69,9                |
| 2015 | Ralf Müller      | CDU       | 66,3                |
| 2008 | Ralf Müller      | CDU       | 52,1                |
| 2001 | Friedhelm Putzke | FW        | 53,3                |
| 1994 | Friedhelm Putzke | FW        | 91,2                |

### Wappen
Beschreibung: In Blau ein zinnengekrönter schwarzgefugter goldener Rundturm mit offenem Torbogen, zwei kleinen Rundfenstern und rotem Spitzdach mit Goldknauf.
Symbolik: Das Wappen ist einem Siegelbild von 1525 nachgebildet. Der Turm verweist auf eine größere Burg.

## Kultur und Sehenswürdigkeiten
- siehe auch: Liste der Kulturdenkmale in Dohna
- Burgturm (Wiederaufbauversuch Anfang des 19. Jahrhunderts), Burgschänke wurde 1828 als Schützenhaus eingerichtet, Kegelbahn von 1832 und Saal von 1910.

- Die spätgotische dreischiffige Marienkirche Dohnas stammt von 1489, der Schnitzaltar von 1518, das Sandstein-Taufbecken aus dem 15. Jahrhundert und eine Freitreppe zum Turm von 1684. Zudem befinden sich klassizistische Grabsteine auf dem Kirchhof.

- Kursächsische Postdistanzsäule von 1731 am Markt und kursächsischer Viertelmeilenstein Nr. 7 der Alten Dresden-Teplitzer Poststraße von 1732 an der Reppchenstraße / Weesensteiner Straße.

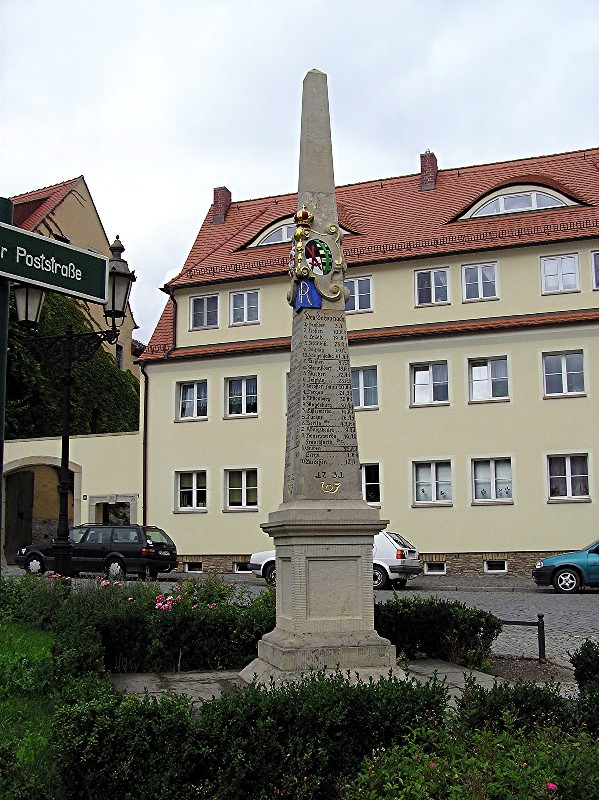
Kursächsische Postmeilensäule (Distanzsäule) von 1731 am Markt

- „Alte Apotheke“ von 1690 bis 1992 und seit 1984 Heimatmuseum Dohna.

- Ratskeller mit Skulptur eines Ritters (vermutlich Burggraf Jeschke) und Renaissanceportal aus dem 16. Jahrhundert, Gastraum mit Kreuzgratgewölbe und toskanischer Mittelsäule.

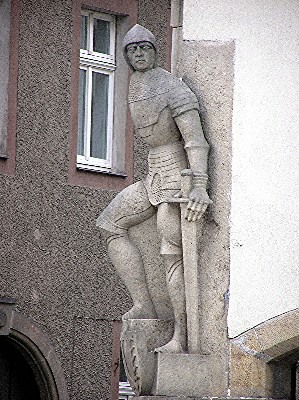
Skulptur eines Ritters, wahrscheinlich Ritter Jeschke, am Ratskeller in Dohna

- „Hospital“ mit Sonnenuhr (Unterkunft der Wallfahrer zur Marienkirche).

### Kulturelle Aktivitäten
Nach dem Ende des NS-Staats veranstaltete der Kulturbund 1946 im Gasthof Müglitztal die „1. Kunstausstellung“, an der sich 10 Künstler beteiligten.
Dohna verfügt über ein Heimatmuseum mit einer Dauerausstellung zu Burgen und Gräberfeldern am „Kulmer Steig“ (Dohna von der Steinzeit bis zur Eisenzeit), zur Burg, den Burggrafen und der Burggrafschaft Dohna, zur Ackerbürgerstadt Dohna und dem Dohnaer Handwerk (insbesondere Fleischer, Strohflechterei, Strohhutherstellung) und einem Mineralien- und Fossilienkabinett. Dazu gibt es jährliche Sonderausstellungen, z. B zu Ostern und Weihnachten.
Seit 1975 findet jährlich Anfang Mai zur Apfelblüte das Blütenfest im Obstanbaugebiet Borthen-Röhrsdorf statt.
Seit 2008 hat der über die Stadtgrenzen von Dresden hinaus bekannte „Wilischlauf“ sein Domizil auf dem Sächsisch-Böhmischen Bauernmarkt in Röhrsdorf gefunden. Der „Wilischlauf“ findet jedes Jahr Mitte April statt. Seit 2010 umfasst der „Dohnaer Sportpokal“ vier Läufe (Wilischlauf, Blütenfestlauf, Müglitztallauf, Adventslauf) und zwei Duathlons (Sachsenmeisterschaft und Osterzgebirgs-Challenge), die auf Dohnaer Gebiet ausgerichtet werden, zu einer lokalen Pokalwertung.
Seit 2023 findet in Dohna die Deutsche Meisterschaft im Mensch ärgere Dich nicht statt.

### Schule
Dohna verfügt über eine Grund- und eine Oberschule. Die Schule wurde bereits am 7. September 1891 eingeweiht und bereits ab 1897 erweitert (Einweihung des Anbaus mit Aula am 7. September 1908). Die Turnhalle stammt aus dem Jahr 1892, an die ein neuer Anbau mit moderner Technik gebaut und 2003 eingeweiht wurde. Am 4. Oktober 1969 erhielt die Schule den Namen „Marie Curie“.

### Gedenkstätten
- Ehrenmal von 1952 an der Dresdner Straße für die Opfer des Faschismus, darunter für die Dohnaer Rudolf Gebauer, Anna Hirsch, Carl Strehle, Richard Lorenz, Otto Kretzschmar, Arthur Unganz, Marie Gebauer, Alwin Rössel, Heinrich Flegel und Rudolf Richter
- Gedenktafel am Wohnhaus Pestalozzistraße 7 für Rudolf Gebauer, der 1938 im Dresdner Polizeipräsidium ermordet wurde
- Gedenktafel am Wohnhaus an der ehemaligen Ernst-Thälmann-Straße 128 für Anna Hirsch, die 1942 im KZ Auschwitz ihr Leben verlor
- Ehrenhain auf dem Friedhof an der Burgstraße für 28 namentlich genannte Widerstandskämpfer und Opfer des Faschismus

### Naturschutz
- Siehe auch: Liste der Naturdenkmale in Dohna

## Wirtschaft und Verkehr

### Wirtschaft
Die wirtschaftliche Situation in Dohna wird heute von klein- und mittelständischen Unternehmen, dem lokalen Handwerk und Dienstleistern sowie der Landwirtschaft und dem Obst- und Gartenbau geprägt.

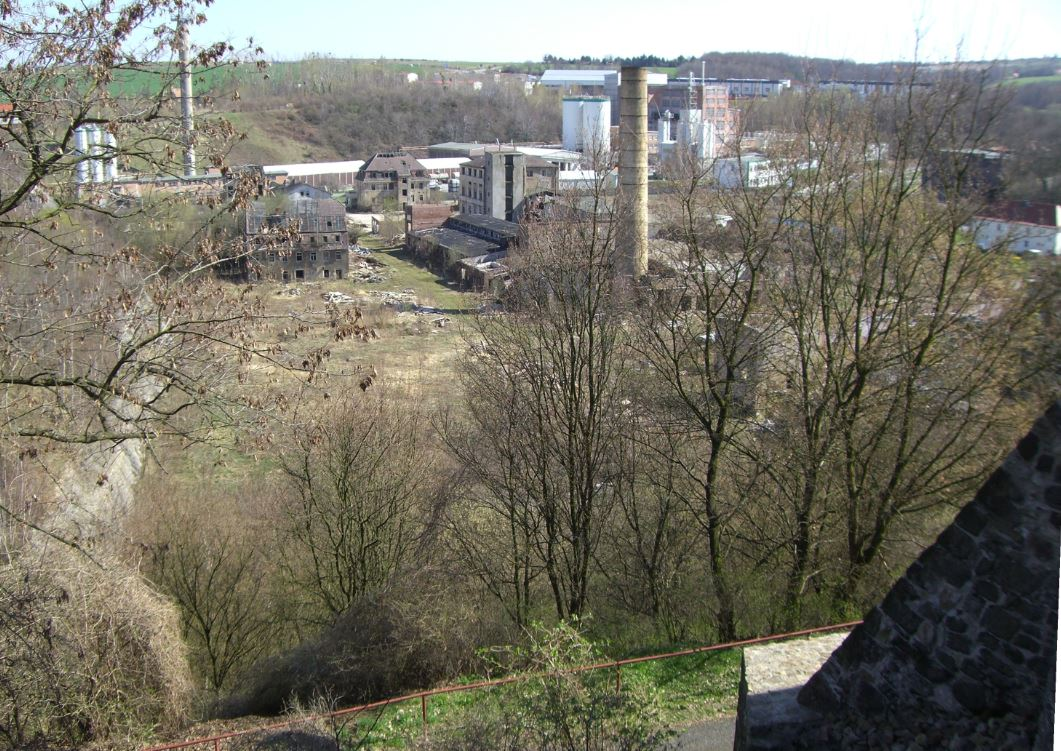
Blick von der Burg mit Fluorchemie Dohna

In der Stadt waren 2010 insgesamt 2.208 sozialversicherungspflichtig Beschäftigte erfasst; davon entfielen 896 auf den Wirtschaftsbereich Bergbau und verarbeitendes Gewerbe.
Zu den wichtigsten ansässigen Unternehmen zählen vier Gesellschaften der DGH-Group (Druckguss Heidenau GmbH, Heidenauer Formen- und Werkzeugbau, Diecasting Technology Center und Zerspanungs- und Industrietechnik GmbH) mit etwa 350 Beschäftigten. Die DGH-Group beliefert mit einem breiten Spektrum des Aluminium- und Magnesium-Druckgusses sowie des Grau- und Sphärogusses insbesondere Automobilhersteller.
Die Fluorchemie Dohna GmbH produziert innerhalb der Fluorchemiegruppe Fluorwasserstoffsäure und Anhydrit. Dohna gehört zu den ältesten Produktionsstandorten von Flusssäure in Europa. Die Herstellung reicht hier bis ins Jahr 1903 zurück. Im angeschlossenen Werk der Dohna Anhydrit Mischwerk GmbH wird Anhydrit zu hochwertigen Baustoffen weiterverarbeitet.
Die SPS Schiekel Präzisionssysteme GmbH stellt mit etwa 110 Beschäftigten Komponenten aus nichtrostenden/rostfreien Edelstählen her.
Seit 1995 ist die F&S Prozessautomation GmbH mit ihren ca. 80 Mitarbeitern in Dohna ansässig. Das Unternehmen bietet neben Automation, Leittechnik, Schutz- und Antriebstechnik für Energie, Industrie, Infrastruktur auch eigene Nieder- und Mittelspannungsumrichter an. Neben dem Hauptsitz der Unternehmensgruppe ist auch das Fertigungszentrum, die E&A Elektrotechnik und Automatisierung GmbH, in Dohna ansässig.
Neben diesen größeren industriellen Produktionsbetrieben sind in Dohna mehrere Handwerks-, Dienstleistungs- und Handelsbetriebe ansässig.
Besondere Bedeutung hat der Obstanbau auf den linksseitigen Höhen des Müglitztales im Gebiet um Borthen, Röhrsdorf, Gamig, Gorknitz, Bosewitz, Sürßen und Tronitz. Die Erzeuger haben sich in der Erzeugergemeinschaft „Borthener Obst e.G.“ zusammengeschlossen. Die Gemeinschaft bewirtschaftete 2010 eine Fläche von 1.500 Hektar und erzielte eine Gesamtertragsmenge von knapp 30.000 Tonnen, darunter 27.300 Tonnen Äpfel, 1.150 Tonnen Sauerkirschen, 595 Tonnen Erdbeeren, 370 Tonnen Pflaumen und geringe Mengen Birnen, Himbeeren, Johannisbeeren, Brombeeren und Stachelbeeren. Die Eigenvermarktung des hier angebauten Obstes erfolgt in einem Kooperationsmarkt, der auch von böhmischen Händlern genutzt wird, dem Sächsisch-Böhmischen Bauernmarkt in Röhrsdorf.

### Verkehr

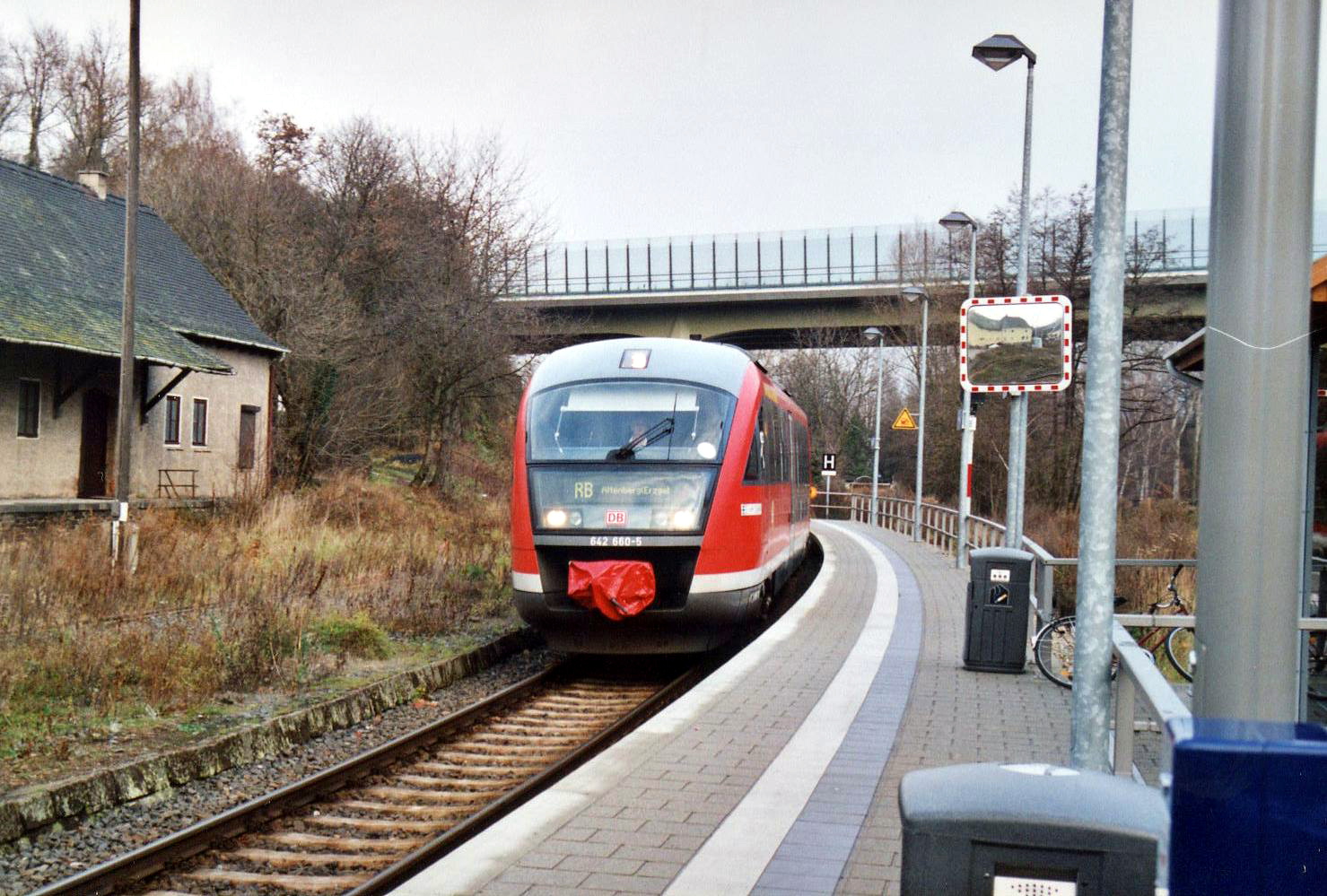
Müglitztalbahn in Dohna, im Hintergrund die Talbrücke der Autobahn Dresden–Prag

Dohna ist über die S 178 von Heidenau zu erreichen. Die Straße führt weiter nach Altenberg. Von Pirna aus ist die Stadt über die B 172a erreichbar.
Die A 17 führt unmittelbar an Dohna vorbei (etwa ein Kilometer Luftlinie bis zum historischen Markt der Stadt). Die Anschlussstelle Pirna liegt direkt am Stadteingang zwischen den Ortsteilen Köttewitz und Krebs. Die Autobahnanschlussstellen 5 Heidenau und 6 Pirna liegen auf Dohnaer Gebiet.
Der Regionalverkehr wird zum einen durch Busverbindungen nach Heidenau, Pirna und Altenberg sowie durch die Stadtlinie Dresden nach Borthen und Röhrsdorf, zum anderen durch die Müglitztalbahn von Heidenau nach Altenberg realisiert.

## Persönlichkeiten

### Söhne und Töchter der Stadt
- Siegfried Adam (1943–2012), Maler und Grafiker
- Romy Beer (* 1981), Biathletin
- Dieter Bellmann (1940–2017), Schauspieler
- Norbert Bläsner (* 1980), Politiker (FDP), MdL
- Matthias Döschner (* 1958), Fußballer
- Lars Drawert (* 1976), Kameramann und Filmproduzent
- Siegfried Eck (1942–2005), Ornithologe
- Dieter Ehrlich (* 1941), Hockeyspielerin
- Siegmar Faust (* 1944), Schriftsteller und Drehbuchautor, 1996–1999 Landesbeauftragter des Freistaates Sachsen für die Stasi-Unterlagen
- Jens Fiedler (* 1970), Bahnradsportler
- Hubertus Giebe (* 1953), Maler und Grafiker
- Thomas Goller (* 1977), Leichtathlet und Olympiateilnehmer
- Martin Karl Hasse (1883–1960), Hochschullehrer, Komponist und Musikschriftsteller
- Christian Kaden (1946–2015), Musikwissenschaftler
- Lucia Maria Kaiser (*1963)
- René Herms (1982–2009), Leichtathlet und Olympiateilnehmer
- Lars Jungnickel (* 1981), Fußballer
- Christian Wilhelm August Königsdörffer (1781–1851), wichtiger Brückenbauer bei der Bahnlinie Dresden–Leipzig
- Heinrich Ludwig Meding (1822–1865), Mediziner und Präsident des Vereins deutscher Ärzte in Paris
- Friedrich Georg Mering (1822–1887), Arzt, Pathologe und Medizinprofessor in Kiew, ab 1871 Sprecher der Kiewer Duma
- Jens Michel (* 1967), Politiker, Präsident des Sächsischen Rechnungshofes
- Jan Mixsa (* 1970), Schauspieler, Synchronsprecher, Bühnenbildner und Puppenspieler
- Marco Morgenstern (* 1972), Biathlet
- Friedrich Wilhelm von Oppel (1720–1769), sächsischer Oberberghauptmann und Mitbegründer der Bergakademie Freiberg
- Wolfgang Pauly (1876–1934), Schachproblemkomponist
- Falk Putzke (* 1980), Radrennfahrer
- Holm Putzke (* 1973), Universitätsprofessor
- Frank Rühle (* 1944), Ruderer, 1968 und 1972 Olympiasieger in der Bootsklasse Vierer ohne Steuermann
- Anne Schumann (* 1966), Geigerin und Dozentin der Barockmusik
- Erik Tröger (* 1979), Bobfahrer
- Tom Wlaschiha (* 1973), Schauspieler
- Katja Wüstenfeld (* 1976), Biathletin

### Personen, die mit der Stadt in Verbindung stehen
- Julius Wilhelm von Oppel (1766–1832), Stifter der Sophienanstalt in Krebs